# Чирський Дмитро Протерійович
Дмитро́ Проте́рійович Чи́рський (1882, Пархомівка, Липовецький повіт, Подільська губернія — ?) — голова Кам'янець-Подільської повітової народної управи (1918), комісар 2-ї Волинської дивізії Армії УНР.

## З життєпису
Навчався у Кам'янець-Подільській духовній семінарії. У 1902—1904 рр. був членом партії соціалістів-революціонерів.

Під час Першої світової війни служив в Російській імператорській армії полковим священником.

У квітні 1918 року обраний головою Кам'янець-Подільської повітової народної управи. Згодом, до 1920 р. працював завгоспом Кам'янецького українського університету.

У листопаді 1920 р. разом з Армією УНР перейшов Збруч та був зарахований до 2-ї Волинської дивізії Армії УНР.

Працював священником у с.Ромашківка на Волині. Публікувався у журналах «Вільне козацтво» та «Козацька воля».

5 листопада 1939 року заарештований окупаційною радянською владою. 29 листопада 1940 року постановою Особливої наради при НКВС СРСР засуджений на 8 років виправно-трудового табору. Звільнений з ув'язнення 4 серпня 1941 р. та виїхав до с. Мірзачуль в Узбекистані. 11 травня 1989 р. реабілітований.

## Родина
Син — Валентин (1903), донька — Галина (Дядюра; 1907).